# Ludwig Carl Christian Koch
Ludwig Carl Christian Koch, född den 8 november 1825 i Regensburg, död den 1 november 1908 i Nürnberg. Tysk entomolog och araknolog.
Han anses vara bland de fyra mest inflytelserika vetenskapsmännen inom insekter och spindlar under andra halvan av 1800-talet och skrev flera verk om spindlar i Europa, Sibirien och Australien. Han är världskänd som "Spider Koch".
Koch blandas ibland ihop med sin far Carl Ludwig Koch, som också var en berömd araknolog. Hans auktorsnamn är L. Koch, faderns är C. L. Koch.